# 아이보리 비누

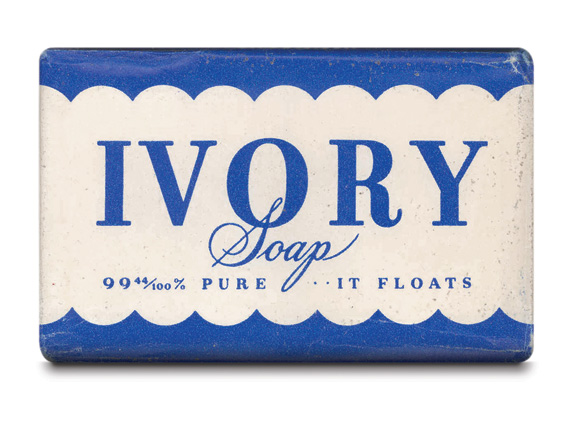

아이보리 비누(Ivory Soap, 프랑스어: Savon d'Ivoire)는 미국 생활 건강용품 제조 회사인 프록터 앤드 갬블사(P&G)의 플래그십 비누 브랜드다. 아이보리는 '상아'를 의미하며 상아 제품은 귀중품이었던 19세기 시절에 하얀색 비누에 적절한 제품명이었다.
아이보리 비누는 물에 떠서 유명하며 깔끔한 향기를 입힌 순수한 비누이다. 지금까지도 P&G 대표 상품으로, 그 역사는 140년이 넘는 1879년까지 거슬러 올라간다. 1879년 당시 순수한 비누 99.44%로 만들고, 물에 뜨는 비누여서 미국 전역과 미주 전역에서 사용하는 비누가 되었다. 현재는 전세계에 공급하는 비누로 성장했다.
대한민국에는 1950년대에 소개되었다. 6.25전쟁 이후 미국 물품을 지원 받으면서 다이알 비누와 함께 들어왔다. 당시 아이보리 비누 향은 한국인들에게 신선한 향이었고, 인기가 높아 아이보리 비누를 옷이나 가방에 묻히거나 목욕을 할 때 거품을 덜 헹구고 마치기도 했다. 하지만, 현재는 평범한 향이 되었다. 아이보리향의 인기가 높은 탓에 거의 모든 비누 제품에 비슷한 향을 적용하여 이제는 흔한 비누향으로 인식하게 되었다.
우리나라에는 지금도 중장년층에서 인기가 높은 비누이다. 현재 중장년층이 어린시절 사용했던 유아, 아동 비누였다. 대한민국에서 아이보리 인기에 1980년대까지 유아 비누나 유아 치약 같은 제품이 부족했던 환경도 영향을 주었다. 중공업에 비해 경공업이 늦게 발전하며 생필품의 수준 개선이 쉽지 않았다. 비누제품이 다양하지 않았던 형편에서 별도로 유아용 비누를 생산하기 어려웠다. 하지만 이미 시판하던 아이보리 비누는 다른 비누에 비해서 거품이 눈에 들어가도 덜 따갑고, 피부에 자극도 주지 않는 비누였다. 자연스레 피부가 약한 어린 아이와 아기들을 위한 비누로 많이 사용하였다. 거기다 아이를 씻기는 욕조 물 위에 띄어두면 찾기까지 쉬웠다. 1960년대에서 1970년대, 1980년대 초까지 영.유아기를 보낸 현재(2025년)의 중장년층에게 뇌리에 남은 비누이며, 어린 시절 향수를 자극하는 편안하고 안전한 비누로 여전히 인기가 있다. 지금도 유아용 비누로 여전히 인기가 있다.

## 개발배경
19세기 미주 지역에서 강가에서 비누를 잃어버리는 문제를 해결한 비누 제품이었다. 19세기까지도 미국 전역에 상수도를 충분히 공급하지 못했다. 간단한 세수나 세면은 길어온 물로 가능했지만 집안에서 목욕은 어려웠다. 목욕을 하려면 비누를 들고 강이나 호수를 찾았다. 문제는 물가에서 비누를 너무 자주 잃어버리는 것이었다. 조금만 깊은 물에서도 목욕하다가 실수로 어두운 색깔이었던 비누를 떨어트리면 가라앉았고 찾지 못했다. 이 문제를 해결한 제품이 아이보리 비누였다. 초기 포장지에는 "물에 뜬다"고 강조하는 문장이 있었다. 강물 위에서 잘 보이는 흰색이고, 물에 뜨는 비누는 순식간에 미국 전역에 퍼졌다.
유명한 제품 일화로 P&G 기술자가 비누 재료 반죽을 연구하다가 재료 혼합장치 작동을 미처 확인지 못한 채 퇴근하였고, 다음날 밤새 작동한 장치 덕에 비누 재료에 작은 공기 거품 층이 가득한 반죽이 되었다. 이를 본 사장 윌리엄 프록터가 말려서 사용해보자고 해서 물에 뜨고 순수한 비누, 아이보리 비누가 탄생했다고 한다. 하지만 이야기 속 윌리엄 프록터는 비누가 아니라 양초 전문가였고, 공동사장이던 제임스 갬블이 비누 전문가였다. 이 일화는 당시 유행하던 이야기를 이용한 홍보 전개 방식일 뿐이고 실제는 갬블과 기술자들의 많은 연구를 통해 탄생한 제품이다.
비누 전문가였던 공동사장 제임스 갬플이 수많은 실험과 연구를 거쳐 그 결과로 물에 뜨는 비누를 개발하였다. 제품명은 공동사장 윌리엄 프록터가 흰색 비누를 보고 성경 시편 45:8에서 착안하여 지었다고 한다. 물에 뜨는 비누를 만들려면 순수한 비누 그 자체에 공기를 밀도 높게 주입한 형태여야 해서 초기 광고 그대로 순수하고, 물에 뜨는 비누가 되었다. 당시로서는 놀라운 99.44% 순수한 비누 물질이었고, 어두운 색상이 아니라 환한 순수한 흰색이었고, 당연히 물에 가라앉아야 할 비누인데도 물에 떴다. 당시 인기는 말할 것도 없고, 현재까지 약150년이 되는 기간 동안 P&G를 대표하는 제품이 되었다.